# David Latasa
Latasa  Lasa est un nom espagnol. Le premier nom de famille, en général paternel, est Latasa ; le second, en général maternel, souvent omis, est Lasa.
David Latasa (né le 14 février 1974 à Pampelune) est un coureur cycliste espagnol.

## Biographie
David Latasa commence sa carrière professionnelle en 1998 dans l'équipe Banesto. Il remporte l'année suivante une étape du Tour de l'Avenir, dont il prend la deuxième place au classement final. Il s'agit de sa seule victoire professionnelle. En 2003, il rejoint la Kelme, qui devient Comunidad Valenciana en 2004. Il obtient des places d'honneurs sur plusieurs épreuves espagnoles (Semaine catalane, Prueba Villafranca de Ordizia, Tour de Catalogne) et remporte le classement de la montagne du Tour du Pays basque 2005. Il se classe troisième d'étape du Tour d'Espagne en 2004 et 2005.
En 2006, David Latasa est cité parmi les clients du docteur Fuentes dans le cadre de l'affaire Puerto, puis est blanchi par la justice espagnole.

## Palmarès

### Palmarès amateur
- 1996
  - Tour de Salamanque :
    - Classement général
    - 1re étape[2]

  - 2e du Circuito Viña Tondonia[2]
- 1997
  - Circuito de Pascuas
  - Santikutz Klasika
  - Tour de Salamanque

### Palmarès professionnel
- 1999
  - 8e étape du Tour de l'Avenir
  - 2e du Tour de l'Avenir
- 2003
  - 3e de la Semaine catalane
- 2004
  - 3e de la Prueba Villafranca de Ordizia
  - 4e du Tour de Catalogne
- 2006
  - 3e de la Prueba Villafranca de Ordizia

## Résultats sur les grands tours

### Tour de France
2 participations
- 2002 : 84e
- 2003 : 73e

### Tour d'Espagne
3 participations
- 2003 : 46e
- 2004 : 50e
- 2005 : 70e

### Tour d'Italie
1 participation
- 2001 : 35e